# Wimmelbilderbuch

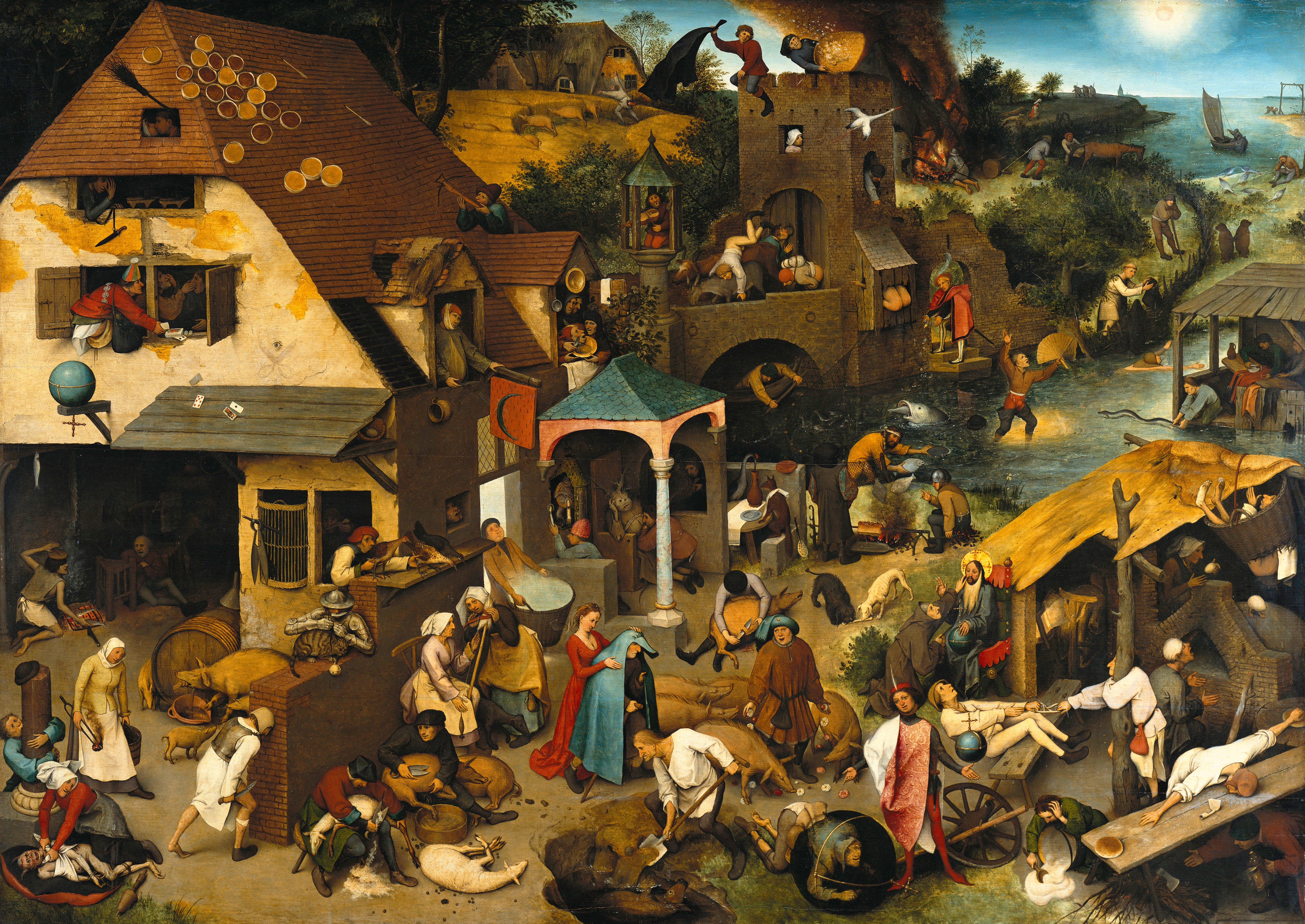
Ein früher Vorläufer der Wimmelbilder: Die niederländischen Sprichwörter von Pieter Brueghel d. Ä.

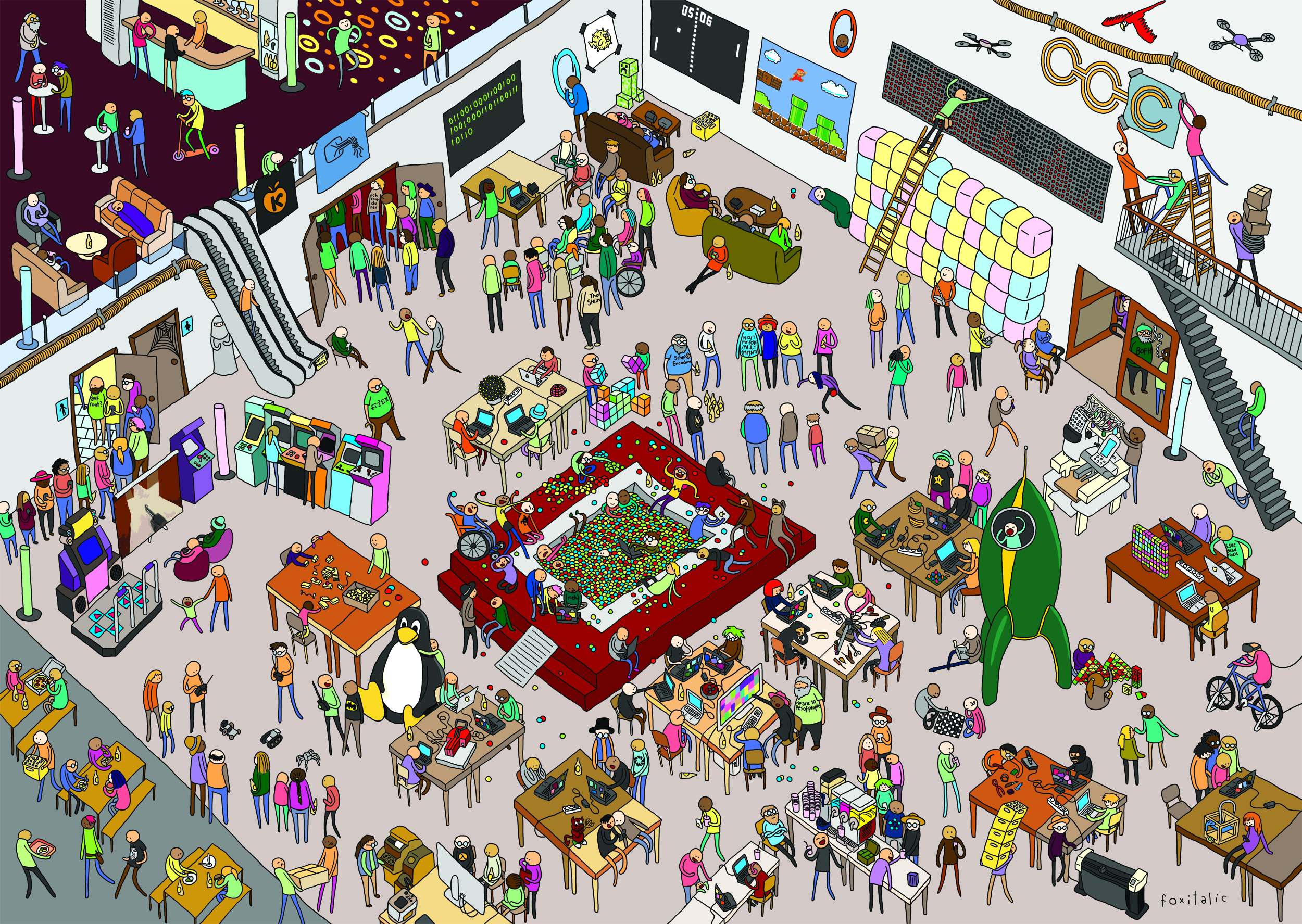
Wimmelbild vom 31. Chaos Communication Congress

Das Wimmelbilderbuch, meist kurz Wimmelbuch genannt, ist eine spezielle Form des Bilderbuchs. Das Wort wurde ins Englische entlehnt: wimmelbook. Charakteristisch ist oft das im Verhältnis zu anderen Bilderbüchern große Format. Häufig werden Formate größer als A4 gewählt. Auf den sich dann auf dickem Karton meist doppelseitig erstreckenden Bildern „wimmelt“ es von Details, Menschen, Tieren und Dingen, sogenannte Wimmelbilder, von denen auch der Name abgeleitet ist. Innerhalb eines Bildes werden Dutzende kleine Alltagsszenen dargestellt, die miteinander durch die gemeinsame Umgebung, wie zum Beispiel einen Zoo, eine Stadt oder einen Bauernhof, verbunden sind. Bei älteren Büchern finden sich neben oder in den Bildern noch Texte. Heute sind die Wimmelbücher meist textlos, mitunter werden einzelne Bilder als Suchaufgabe doppelt dargestellt.
Wimmelbilderbücher richten sich an Kinder ab etwa 18 Monaten. Da es immer wieder Neues zu entdecken gibt, erfreuen sich die Bücher bei Kindern und Eltern großer Beliebtheit. Die dargestellten Alltagsszenen ermöglichen beim gemeinsamen Betrachten einen regen Austausch zwischen Erwachsenen und Kindern über die dargestellten Situationen. Daher gelten die Bücher als pädagogisch wertvoll, sie begleiten die Kinder ein Stück auf ihrem Weg zur Lesekompetenz, lassen sie verschiedene Strategien entdecken, mittels derer sie die Welt bewältigen und aus ihr Geschichten entwickeln können. Dabei werden sie nicht durch einen „roten Leitfaden“ wie bei didaktischen oder Sachbüchern an die Hand genommen.
Wimmelbücher werden in vielen Sprachen und Verlagen weltweit herausgebracht, darunter auch ein spezieller Wimmelbuchverlag in Berlin. Bekannte deutsche Autoren von Wimmelbilderbüchern sind z. B.: Ali Mitgutsch, Rotraut Susanne Berner, Eva Scherbarth, Hans Jürgen Press und Lila L. Leiber.
Wimmelbücher für größere Kinder stammen von dem britischen Illustrator Martin Handford (Wo ist Walter?). Seine Bücher gehören zu den weltweit am meisten verkauften Wimmelbüchern. Sie wurden über 43 Millionen Mal in über 33 Ländern in 22 Sprachen verkauft.
Die ältesten Bücher dieser Art sind laut Antiquarlisten seit den späten 1960er Jahren im Umlauf, wurden aber noch nicht so genannt. Als Vater der Wimmelbücher gilt Ali Mitgutsch, der sein erstes Buch dieser Art Rundherum in meiner Stadt 1968 herausbrachte.

## Sonstiges
Die digitale Variante des Wimmelbuches heißt Wimmelspiel. Der Spieler klickt sich durch verschiedene Bildschirme einer Geschichte und versucht dabei, möglichst viele vorgegebene Gegenstände mit der Maus anzuklicken oder auch zu kombinieren. Wimmelbilder sind auch ein beliebtes Motiv für Puzzle-Spiele.